# إبهليبن
ابلبن (بالألمانية: Ebeleben) هي بلدة ألمانية تقع في ألمانيا في تورينغن. يقدر عدد سكانها بـ 3,026 نسمة .

## المدن التوأمة
مدينة ميتفيتز هي مدينة توأمة لـابلبن.

## أعلام
- كارل فريدريك فون جيربر